# ديسكفري ماكس (الشرق الأوسط وشمال إفريقيا)
ديسكفري ماكس أو دي إم آي إكس (بالإنجليزية: DMAX) هي قناة تلفزيونية مدفوعة تختص في نمط حياة الرجال. القناة متاحة في الشرق الأوسط وشمال إفريقيا من خلال شبكة بي إن. أعلنت مجموعة بي إن الإعلامية وديسكفري في فبراير 2016 عن إطلاق إصدار ديسكفري ماكس للعالم العربي. تم إطلاق القناة وبثها في 1 أغسطس 2016 عبر شبكة بي إن.

## برامج
من برامج القناة:
- رجال شرطة المرور
- شركاء البقاء
- حقيقي، مزيف أو غير معروف
- فيرست إن ويك
- ديسبيرد
- كاد أن يهرب